# Welbore Ellis (1er baron Mendip)
Pour les articles homonymes, voir Ellis.
Welbore Ellis (15 décembre 1713 - 2 février 1802) est un homme politique britannique qui siège à la Chambre des communes pendant 53 ans de 1741 à 1794, lorsqu'il est élevé à la Pairie en tant que baron Mendip. Il occupe un certain nombre de fonctions politiques, notamment secrétaire aux colonies en 1782 pendant la Guerre d'indépendance des États-Unis.

## Biographie
Il est le deuxième, mais le seul fils survivant du très révérend Welbore Ellis, évêque de Kildare et évêque de Meath. Il fait ses études à la Westminster School de 1727 à 1732, puis entre à Christ Church, Oxford.

## Carrière politique
En 1741, il est élu député de Cricklade, puis transféré à Weymouth et Melcombe Regis (1747 - 1761), à Aylesbury (1761 - 1768), à Petersfield (1768 - 1774), à Weymouth et Melcombe Regis (1774 - 1790) et Petersfield (1791-1794) .
En 1762, il succède à Charles Townshend comme secrétaire à la guerre et, en 1763, il propose l'affectation de vingt Régiments aux colonies d'Amérique. Au Parlement, avec beaucoup d'autres, il s'est opposé à la réception de documents du Congrès continental américain. Il devient trésorier de la marine en 1777, puis secrétaire aux colonies en 1782, poste qu'il occupe pendant quelques mois avant la perte des colonies américaines. En 1784, il devient le plus ancien membre de la Chambre des communes (après 43 ans de service), devenant le Doyen de la Chambre.
Il est créé baron Mendip, de Mendip dans le comté de Somerset, en 1794, en reconnaissance de son service gouvernemental. La pairie est créée avec pour héritiers les trois fils aînés de sa sœur Anne par son mari Henry Agar, de Gowran et du château de Gowran.

## Vie privée
En 1738, il hérite d'une grande fortune de son oncle John Ellis et construit Clifden House à Brentford.
Il s'est marié en 1747 avec Elizabeth, fille et héritière de Sir William Stanhope (1702-1772), et en 1765 avec Anne, fille de George Stanley de Paultons, dans le Hampshire. Néanmoins, Ellis meurt sans enfant en février 1802, à l'âge de 88 ans. Son petit-neveu, Henry Ellis (2e vicomte Clifden), lui succède et pris le nom d'Ellis deux ans plus tard.